# Innuendo Studios
Ian Danskin is een YouTuber die bekend staat om zijn kanaal Innuendo Studios. Onderwerpen die hij aankaart in zijn video's zijn onder meer filosofie, politiek, popcultuur en videogames, besproken vanuit een links perspectief.
The Alt-Right Playbook (Het Speelboek van de Alt-right) is een webserie gemaakt door Danskin. De eerste aflevering is uitgebracht in oktober 2017. De serie richt zich op het onderzoeken en ontmantelen van de online cultuur van de alt-rechtse beweging en 'de retorische strategieën die [het] gebruikt om zichzelf te legitimeren en aan macht te winnen'. Ian gebruikt tekeningen van eenvoudige figuren op een grijze achtergrond om zijn ideeën te illustreren.
Daniel Schindel van Polygon noemde Danskin's video "Lady Eboshi is Wrong" een van de beste video-essays van 2018. Julie Muncy van Gizmodo prees Danskin's videoserie over de post-apocalyptische actiefilm uit 2015 Mad Max: Fury Road.